# 聖母大学
聖母大学（せいぼだいがく、英語: Seibo College）は、東京都新宿区下落合四丁目16番11号に本部を置いていた日本の私立大学である。2004年に設置され、2014年に廃止された。大学の略称は聖母大。
カトリック教会女子修道会の「マリアの宣教者フランシスコ修道会」が創設した。上智大学総合人間科学部看護学科の前身。

## 沿革
- 1948年4月 - 聖母厚生女子学院を創立する。
- 1950年4月 - 聖母女子短期大学を開学する。
- 2004年4月 - 聖母大学を設立し、聖母女子短期大学は学生募集を停止する。
- 2005年4月 - 看護師養成所の聖母看護学校（通信制）を開校する。
- 2007年4月 - 大学院看護学研究科を設立する。
- 2010年4月 - 助産学専攻科を設立する。
- 2011年4月 - 設置者の学校法人聖母学園が学校法人上智学院と合併し、聖母大学は上智大学と合併が決定して同年度以降の学生募集を停止する。
- 2012年3月 - 聖母大学大学院を閉学する。
- 2014年3月 - 聖母大学を閉学する。
- 2014年4月 - 文部科学省へ廃止認可を申請する。
- 2014年6月 - 廃止が認可される。

## 学部

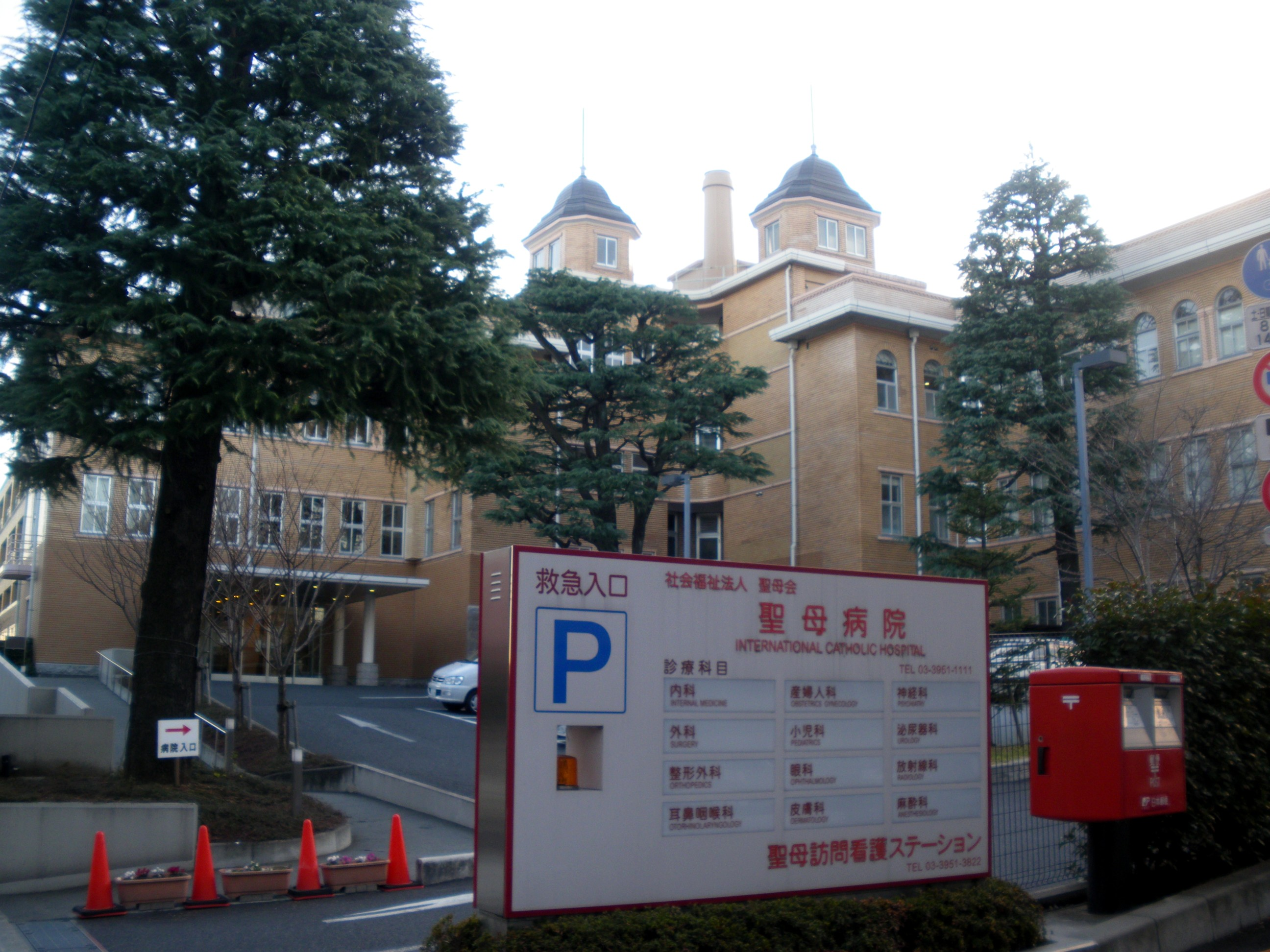
聖母病院・道路を挟んだ反対側にある

- 看護学部
  - 看護学科

## 大学院
- 看護学研究科
  - 看護学専攻（修士課程）

## 専攻科
- 助産学専攻科（1年制）

## 上智学院と合併
2011年4月に聖母大学の設置者であった学校法人聖母学園は、同じカトリック系列の学校法人上智学院と合併して解散した。聖母大学も上智大学に吸収合併されることが決まり、同年度以降の学部・大学院募集を停止した。4月に大学の敷地と施設を継承して上智大学総合人間科学部看護学科と大学院総合人間科学研究科看護専攻が開設される。聖母大学は最後に入学した2010年度生が全員卒業する2014年3月に廃止することが決定した。
2014年3月30日に最後の卒業式と閉学式を居校した。4月10日に文部科学省へ廃止認可申請を届出て、6月30日に認可された。

## 系列校
- 聖母看護学校（通信制）